# Wolni (partia polityczna)
Wolni (cz. Svobodní) – prawicowa, konserwatywno-liberalna partia polityczna w Czechach. Partia powstała na początku 2009 roku, działając do 2019 roku pod nazwą Partia Wolnych Obywateli (cz. Strana svobodných občanů).
Svobodní jest przede wszystkim partią o profilu konserwatywno-liberalnym i eurosceptycznym. W głoszonych przez nią poglądach można znaleźć także wiele elementów klasycznego liberalizmu i libertarianizmu. Jest przeciwna europeizmowi.
Nowo powstała partia chce pozyskać wyborców, którzy są rozczarowani polityką i stopniowym odchodzeniem od zasad konserwatyzmu Obywatelskiej Partii Demokratycznej. Cieszy się nieoficjalnym poparciem ze strony prezydenta Václava Klausa.
Pierwszym prezesem partii został ekonomista Petr Mach, który stał przed powstaniem partii na czele komitetu przygotowawczego. 19 listopada 2017 roku nie uzyskał reelekcji, ustępując miejsca Tomášowi Pajonkowi.
W wyborach w 2013 roku Partia Wolnych Obywateli otrzymała 122 564 głosów, czyli 2,46% i tym samym nie dostała się do czeskiego parlamentu. Warto zwrócić jednak uwagę na ponad trzykrotny wzrost poparcia w ciągu 3 lat, od wcześniejszych wyborów w 2010 roku.
W związku z rosnącym poparciem, w wyborach w 2014 roku Partia Wolnych Obywateli przekroczyła próg wyborczy 5%, uzyskując 5,24% i jeden mandat do Europarlamentu. Zadeklarowano współpracę z polską partią Kongres Nowej Prawicy, która uzyskała cztery mandaty po wyborach w Polsce.

## Wyniki w wyborach
| Rok  | Liczba głosów | % głosów | Mandaty |
| ---- | ------------- | -------- | ------- |
| 2010 | 38 897        | 0,74%    | 0       |
| 2013 | 122 564       | 2,46%    | 0       |
| 2017 | 79 229        | 1,56%    | 0       |

| Rok  | Liczba głosów | % głosów | Mandaty |
| ---- | ------------- | -------- | ------- |
| 2009 | 29 846        | 1,27%    | 0       |
| 2014 | 79 540        | 5.24%    | 1       |
| 2019 | 15 492        | 0.65%    | 0       |